# Піщанська сільська рада (Суми)
Піща́нська сільська́ ра́да — колишній орган місцевого самоврядування у складі Сумської міської ради Сумської області. Адміністративний центр — село Піщане.

## Загальні відомості
- Населення ради: 2 900 осіб (станом на 1 вересня 2012 року)

## Населені пункти
Сільській раді підпорядковані населені пункти:
- с. Піщане
- с. Верхнє Піщане
- с. Житейське
- с. Загірське
- с. Кирияківщина
- с. Трохименкове

## Склад ради
Рада складається з 18 депутатів та голови.
- Голова ради: Мечик Володимир Анатолійович

### Депутати
За результатами місцевих виборів 2010 року депутатами ради стали:

#### За суб'єктами висування
| Суб'єкт висування                                       | Кількість обраних депутатів | %    |
| ------------------------------------------------------- | --------------------------- | ---- |
| Самовисування                                           | 14                          | 77,8 |
| Партія регіонів                                         | 3                           | 16,7 |
| Політична партія Всеукраїнське об'єднання «Батьківщина» | 1                           | 5,6  |

#### За округами
| № округу                                                | Прізвище, ім'я, по батькові     | Дата визнання обраним | Освіта                    | Партійна приналежність                        | Відомості про обраного депутата                         |
| ------------------------------------------------------- | ------------------------------- | --------------------- | ------------------------- | --------------------------------------------- | ------------------------------------------------------- |
| Партія регіонів                                         |                                 |                       |                           |                                               |                                                         |
| 5                                                       | Мандрика Світлана Олександрівна | 05.11.2010            | Освіта середня спеціальна | член Партії регіонів                          | Піщанський будинок культури, художній керівник          |
| 10                                                      | Яременко Алла Павлівна          | 05.11.2010            | Освіта середня спеціальна | член Партії регіонів                          | дошкільний навчальний заклад № 23 м. Суми, вихователь   |
| 15                                                      | Кравченко Олена Миколаївна      | 05.11.2010            | Освіта вища               | член Партії регіонів                          | ПП «Кравченко»                                          |
| Політична партія Всеукраїнське об'єднання «Батьківщина» |                                 |                       |                           |                                               |                                                         |
| 11                                                      | Погуляй Ростислав Олександрович | 05.11.2010            | Освіта вища               | член Всеукраїнського об'єднання «Батьківщина» | ПП «Погуляй»                                            |
| Самовисування                                           |                                 |                       |                           |                                               |                                                         |
| 1                                                       | Нікітіна Тетяна Володимирівна   | 05.11.2010            | Освіта незакінчена вища   | позапартійна                                  | ПП «Нікітіна»                                           |
| 2                                                       | Ленівцева Вікторія Василівна    | 05.11.2010            | Освіта вища               | позапартійна                                  | ПП "Автодіагностика, оператор комп'ютерного набору      |
| 3                                                       | Новік Раїса Данилівна           | 05.11.2010            | Освіта середня спеціальна | позапартійна                                  | Піщанська сільська рада, секретар                       |
| 4                                                       | Папушенко Ольга Іванівна        | 05.11.2010            | Освіта вища               | позапартійна                                  | ТОВ «Зауер», бухгалтер                                  |
| 6                                                       | Середа Микола Іванович          | 05.11.2010            | Освіта вища               | позапартійний                                 | СТОВ «Піщане», директор                                 |
| 7                                                       | Кобилецька Віра Олексіївна      | 05.11.2010            | Освіта середня спеціальна | позапартійна                                  | дошкільний навчальний заклад № 35 «Дюймовочка», завгосп |
| 8                                                       | Закусило Микола Миколайович     | 05.11.2010            | Освіта вища               | позапартійний                                 | Піщанське лісництво, лісничий                           |
| 9                                                       | Патик Світлана Миколаївна       | 05.11.2010            | Освіта вища               | член Всеукраїнського об'єднання «Батьківщина» | Піщанська сільська бібліотека, бібліотекар              |
| 12                                                      | Гордієнко Іван Іванович         | 05.11.2010            | Освіта середня спеціальна | позапартійний                                 | тимчасово не працює                                     |
| 13                                                      | Бондаренко Валентина Василівна  | 05.11.2010            | Освіта середня            | позапартійна                                  | ТОВ «Архіград», сторож                                  |
| 14                                                      | Антоненко Ніна Степанівна       | 05.11.2010            | Освіта середня спеціальна | позапартійна                                  | Відділення зв'язку с. В.Піщане, завідувачка             |
| 16                                                      | Говорун Микола Миколайович      | 05.11.2010            | Освіта вища               | позапартійний                                 | ПП «Говорун»                                            |
| 17                                                      | Антошкін Денис Володимирович    | 05.11.2010            | Освіта середня спеціальна | позапартійний                                 | тимчасово не працює                                     |
| 18                                                      | Трохименко Віталій Іванович     | 05.11.2010            | Освіта середня спеціальна | позапартійний                                 | тимчасово не працює                                     |